# 曾毓群
曾毓群（1968年3月—），福建寧德人，中華人民共和國企業家。寧德時代新能源科技股份有限公司創辦人兼董事长。第十三届全国政协委员，现任全国工商联副主席。

## 生平
1968年出生于福建省福安專區寧德縣（今福建省寧德市蕉城区）。
1989年毕业于上海交通大学船舶工程系。
2001年毕业于华南理工大学电子与信息工程系，并获得硕士学位。
2005年作為科技專才被香港引進。
2006年于中科院物理研究所凝聚态物理专业获得博士学位。曾任新能源科技有限公司总裁兼CEO，同时任电源工业杂志编委，亚洲固态离子协会理事，中科院物理所清洁能源中心学术委员。
2018年1月，当选第十三届全国政协委员。
2021年5月4日，福布斯全球富豪榜显示曾毓群因公司股价上升，身家超过李嘉诚，以中國內地人的身份成为香港首富。。
2022年，其身家超過3746億港元。

## 荣誉
2021年8月19日担任上海交通大学未来技术学院名誉院长。
2023年，他被《時代》雜誌評為2023年全球百大最具影響力人物之一。

## 慈善
2021年12月3日宣布向母校上海交通大学捐赠200万股股票，对应市值高达13.74亿元，成为了中国高校迄今第3大捐赠。